# Annie Vidal
Pour les articles homonymes, voir Vidal.
Annie Vidal, née le 17 septembre 1956 à La Bohalle (Maine-et-Loire), est une personnalité politique française. Elle est actuellement députée de la deuxième circonscription de la Seine-Maritime, membre du parti Renaissance (RE).

## Biographie
Annie Vidal est née en Maine-et-Loire, d'un père pâtissier d’origine polonaise et d'une mère d’origine italienne. Elle commence sa vie professionnelle en tant que technicienne de laboratoire de biologie médicale puis accompagne son mari dans la création d'une entreprise de carrosserie automobile. Elle travaille en tant que cadre au CHU de Rouen pour la mise en œuvre de projets. Elle est aujourd'hui retraitée de la fonction publique hospitalière .

### Engagements politiques
Elle est conseillère municipale d'opposition de Bonsecours de 2014 à 2017.
Lors des élections législatives, Annie Vidal est élue députée en 2017 face à Françoise Guégot avec un score de 60,54 % au second tour,. Elle siège à la Commission des Affaires sociales.